# Kärntner Grenzruf
Der Kärntner Grenzruf (ab 1942 Kärntner Zeitung) war eine Tageszeitung und NSDAP-Parteiorgan in Kärnten.
Der Kärntner Grenzruf, nach eigenem Verständnis amtliche Tageszeitung der NSDAP, Gau Kärnten, erschien zwischen 1938 und 1945 in Klagenfurt. Gleichzeitig mit seiner Einführung wurden die Zeitungen Kärntner Tagblatt, Klagenfurter Zeitung und Freie Stimmen eingestellt, während Kärntner Volkszeitung und die Kärntenausgabe der Kleinen Zeitung weiterbestanden. Ab 1939 erschien er parallel auch in Villach. Träger war der NS Gauverlag und Druckerei.

## Mitarbeiter
Journalisten, die für den Kärntner Grenzruf schrieben, waren unter anderem:
- Hermann Allmayer
- Bertl Petrei[3]
- Fritz Sitte